# Blackburn Turcock
Le Blackburn F.1 Turcock est un prototype d’avion militaire de l'entre-deux-guerres réalisé au Royaume-Uni en 1927 par Blackburn Aeroplane and Motor Co. Ltd. Ce biplan monomoteur et monoplace était conçu comme avion de chasse. Il était prévu qu’il soit produit en plusieurs variantes, mais un seul prototype fut construit.

## Conception
Blackburn, qui était spécialisé dans les bombardiers-torpilleurs et les hydravions, dérogea en 1926 à son habitude en lançant un projet de chasseur intercepteur, destiné à répondre aux spécifications du Ministère de l'Air numéro F.9/26 (pour un chasseur de jour et de nuit) et N.21/26 (chasseur embarqué). Premier projet de chasseur de Blackburn, il fut désigné F.1 (pour Fighter no 1).
Le F.1 avait une structure métallique, avec un fuselage entoilé. L’armement prévu était de deux mitrailleuses Vickers de 7,7 mm de part et d’autre des côtés du fuselage, synchronisées pour tirer à travers le disque de l’hélice en rotation. Il ne fut jamais monté sur le prototype. Celui-ci effectua son premier vol le 14 novembre 1927, propulsé par un moteur radial Armstrong Siddeley Jaguar VI à 14 cylindres disposés en double étoile, d’une puissance de 446 ch.

## Engagements
Le F.1 fut proposé au Ministère de l'Air mais Blackburn ne reçut aucune commande, ni aucun autre constructeur aéronautIque britannique. Le gouvernement turc s’étant montré intéressé, le prototype fut renommé Turcock. Ayant reçu l’immatriculation civile « G-EBVP », il devait être convoyé en vol vers la Turquie, mais il fut détruit dans un accident le 13 février 1928 lors d’un essai de vitesse à RAF Martlesham Heath, tuant son pilote, le Flight lieutenant Dauncey du No 22 Squadron..  